# Інді (фільм)
Інді (рос. Инди, англ. Indi) — українсько-російський фільм кінорежисера Олександра Кірієнка.
Фільм вийшов у кінопрокат одночасно в Україні та Росії 10 травня 2007 року.

## Сюжет
Аріна Дукельська одружена з процвітаючим бізнесменом. Їхня сім'я є зразком благополуччя, а також любові. Чоловік обожнює Аріну і виконує будь-які її побажання. Аріна успішна і у своїй улюбленій справі і разом з тим професії — фотографії. У неї все виходить, вона часто влаштовує виставки. І, здається, що в сім'ї панує безмежний спокій і щастя. Але все змінюється, коли в Києві, під час нічної зливи, Аріна потрапляє в аварію.
Вона не впоралась з керуванням свого автомобіля і врізалася в іншу машину. Сильно постраждавши, вона не пам'ятає другого учасника аварії. В паніці вона телефонує чоловікові, який забирає її з місця ДТП, заявивши у міліцію, що її авто було викрадено. Аріну не покидають думки про потерпілого в ДТП. Їй сняться кошмари, які її мучать і не дають забути ті події. Ігор, чоловік Аріни, турбуючись за стан дружини, вирішує відправити її на відпочинок, щоб стерти спогади і біль з її пам'яті. 
Під час однієї з прогулянок пам'ятками Каїру Аріна знайомиться з Арсенієм із Санкт-Петербурга. За професією він архітектор. У нього є сім'я і діти в Росії.
Але шрам на його щоці відразу дає зрозуміти Аріні, що це і є той, про кого вона постійно думає. І він теж впізнав її. Вони розуміють, що були призначені одне одному спочатку, тому пам'ятали. Між ними виникла справжня любов, але що робити, якщо вдома чекають сім'ї, а їх відпустка така швидкоплинна.

## У ролях
- Олександр Балуєв — Ігор Сергійович Дукельський
- Олена Бабенко — Аріна, дружина Дукельського
- Олександр Домогаров — Арсеній
- Поліна Кутєпова — Ліза, дружина Арсенія
- Михайло Фєдоровський — Єгорка
- Ксенія Ніколаєва — Тетяна
- Андрій Павленко — Володимир, водій
- Оксана Філоненко — медсестра
- Сергій Єремєєв — німець-бізнесмен
- Олексій Вертинський — колекціонер автографів
- Олександр Данильченко — директор дитячого будинку
- Олеся Власова — Анжела, секретар
- Андрій Дебрін — метродотель
- Вероніка Цимбал — дівчинка Аріша
- Єгор Чевкін — хлопчик Славко
- Данило Бараболя — Максим
- Іван Дюденко — Єгор

## Касові збори
Загальні збори фільму: $145 тис. (Росія та СНД) 

## Нагороди
- Кінофестиваль «Кіно-Ялта 2007»: приз у номінації «Найкраща чоловіча роль».
- Кінонагороди MTV (м. Москва, Росія): Найкраща жіноча роль (Олена Бабенко) і Найкращий поцілунок (сцена «Аріна і Арсеній у номері з виглядом на океан»)